# 19 Aquarii
19 Aquarii (19 Aqr) è una stella della costellazione dell'Aquario. La sua magnitudine apparente dalla Terra è pari a 5,71 e dista circa 300 anni luce dal sistema solare.

## Osservazione
Si tratta di una stella situata nell'emisfero celeste australe, ma molto in prossimità dell'equatore celeste; ciò comporta che possa essere osservata da tutte le regioni abitate della Terra senza alcuna difficoltà e che sia invisibile soltanto molto oltre il circolo polare artico. Nell'emisfero sud invece appare circumpolare solo nelle aree più interne del continente antartico. La sua magnitudine pari a 5,7 la pone al limite della visibilità ad occhio nudo, pertanto per essere osservata senza l'ausilio di strumenti occorre un cielo limpido e possibilmente senza Luna.

## Caratteristiche
19 Aquarii è una stella bianca di sequenza principale di tipo spettrale A8V. Ha un raggio 3,3 quello del Sole, una massa di circa 2,25 M⊙ e una temperatura superficiale di 7800 K.